# Руссикон
Руссикон (нем. Russikon) — коммуна в Швейцарии, в кантоне Цюрих.
Входит в состав округа Пфеффикон. Население составляет 3849 человек (на 31 декабря 2007 года). Официальный код — 0178.